# Episodi di Schitt's Creek (terza stagione)
La terza stagione della serie televisiva Schitt's Creek, composta da 13 episodi, è stata trasmessa in Canada su CBC Television dal 10 gennaio al 4 aprile 2017.
In Italia, la stagione è stata pubblicata su Mediaset Infinity il 26 agosto 2021.
| n° | Titolo originale   | Titolo italiano              | Prima TV Canada  | Prima TV Italia |
| -- | ------------------ | ---------------------------- | ---------------- | --------------- |
| 1  | Opening Night      | Serata di apertura           | 10 gennaio 2017  | 26 agosto 2021  |
| 2  | The Throuple       | La troppia                   | 17 gennaio 2017  | 26 agosto 2021  |
| 3  | New Car            | L'auto nuova                 | 24 gennaio 2017  | 26 agosto 2021  |
| 4  | Driving Test       | Esame di guida               | 31 gennaio 2017  | 26 agosto 2021  |
| 5  | Rooms By the Hour  | Camera a ore                 | 7 febbraio 2017  | 26 agosto 2021  |
| 6  | Murder Mystery     | Mistero con delitto          | 14 febbraio 2017 | 26 agosto 2021  |
| 7  | General Store      | General Store                | 21 febbraio 2017 | 26 agosto 2021  |
| 8  | Motel Review       | La recensione del motel      | 28 febbraio 2017 | 26 agosto 2021  |
| 9  | The Affair         | La storiella                 | 7 marzo 2017     | 26 agosto 2021  |
| 10 | Sebastien Raine    | Sebastian Raine              | 14 marzo 2017    | 26 agosto 2021  |
| 11 | Stop Saying Lice!  | Smettetela di dire pidocchi! | 21 marzo 2017    | 26 agosto 2021  |
| 12 | Friends and Family | Amici e familiari            | 28 marzo 2017    | 26 agosto 2021  |
| 13 | Grad Night         | La festa del diploma         | 4 aprile 2017    | 26 agosto 2021  |